# Ternstroemia luteoflora
Ternstroemia luteoflora är en tvåhjärtbladig växtart som beskrevs av L.K. Ling. Ternstroemia luteoflora ingår i släktet Ternstroemia och familjen Pentaphylacaceae. Inga underarter finns listade i Catalogue of Life.